# Bajtovocultuur
De Bajtovocultuur (Russisch: Баитовская культура) was een archeologische cultuur uit de ijzertijd (8-7e tot 5-4e eeuw v.Chr), wijdverspreid in West-Siberië. De cultuur vormde zich op basis van de Barchatovocultuur van de bronstijd.
Vladislav E. Stojanov beschreef de cultuur in de jaren zestig op basis van opgravingen bij de nederzetting Bajtovo aan de rivier de Tobol.
De begrafenissen vonden plaats onder grafheuvels. De woningen waren in de vorm van in de bodem verdiepte kuilhuizen. De economie was gebaseerd op de rundveehouderij.